# Delomerista indica
Delomerista indica là một loài tò vò trong họ Ichneumonidae.